# La indomable Sophia
La indomable Sophia (título original en inglés, The Grand Sophy) es una novela romántica histórica de la Regencia escrita por Georgette Heyer, publicada por vez primera en 1950 por Heinemann en el Reino Unido y Putnam en los Estados Unidos. La historia se ambienta en 1816.

## Resumen de la trama
Durante los últimos años, Sophia Stanton-Lacy (conocida como Sophy por todo el mundo) ha vivido lejos de Inglaterra, siguiendo a su padre, el diplomático Sir Horace, por toda Europa, al tiempo que se desarrollan las guerras napoleónicas. Ahora que ha terminado la batalla de Waterloo y han exiliado de nuevo a Napoleón, su padre recibe un puesto temporal en Sudamérica. En lugar de llevarse a su hija con él, le pide a su hermana Lady Ombersley que cuide a su "pequeña Sophy" y la ayude a encontrar marido. Sin embargo, la "pequeña Sophy" no es lo que esperan. Casi metro ochenta descalza, es extrovertida, elegante y bastante independiente, arrasando la ciudad con sus modales poco convencionales.
Aunque gusta a sus primos nada más verlos, su autocrático primo Charles Rivenhall, obligado por las deudas de su padre a apoyar las finanzas familiares, se resiente por la perturbación de su animada y confiada prima en lo que se ha convertido, de todas las maneras posibles excepto en el nombre, su hogar. Con Charles animado en su tiranía doméstica por su estirada prometida, la señorita Eugenia Wraxton, Sophy y Charles comienzan una lucha de voluntades. Poco después de su llegada, Sophy se da cuenta de que no todo va bien en la casa de los Rivenhall y emprende la tarea de resolver los distintos problemas de la familia con su desenvoltura característica, salvando a su primo Hubert de un usurero, arreglando a través de un divertido y complicado enredo el fin del enamoramiento (y posterior compromiso) de su prima Cecilia con un poeta, y promocionando su matrimonio con Lord Charlbury, más adecuado para ella y el hombre que su hermano y sus padres apoyan y al final, el hombre que Cecilia descubre que ama. 
Poco a poco, y para gran consternación de ambos, Sophy y Charles descubren que se están enamorando, con las "maldades" de Sophy aligerando las tendencias dictatoriales de Charles. Al final, en la exitosa conclusión de su esquema increíblemente audaz para unir a Cecilia y Charlbury y liberar a Rivenhall de su compromiso con su prometida, Rivenhall le propone matrimonio, y Sophy acepta